# ایماکولادا کابسران
ایماکولادا کابسران ای سولر (۲۴ فوریه ۱۹۵۲ – ۱۱ ژانویه ۲۰۱۸) یک بازیکن فوتبال کاتالان و از پیشگامان فوتبال زنان بود. تلاش‌های او برای ترویج این ورزش در کاتالونیا منجر به محبوبیت و رسمیت یافتن آن شد، و رویاپردازی او تیمی را به وجود آورد که بعدها به باشگاه فوتبال زنان بارسلونا تبدیل شد.

## اوایل زندگی
ایماکولادا کابسران ای سولر در ۲۴ فوریه ۱۹۵۲ در بارسلونا به دنیا آمد. در کودکی، پدرش مرتب او و خواهر و برادرش را به ورزشگاه نیوکمپ می‌برد تا بازی‌های بارسلونا را تماشا کنند. کابسران یک خواهر بزرگتر و یک برادر کوچکتر داشت و با برادرش فوتبال خیابانی بازی می‌کرد، اما خیلی زود فهمید که می‌خواهد در سطح باشگاهی بازی کند.

## دوران حرفه‌ای
کابسران که یک بازیکن فوتبال آماتور و طرفدار بارسا بود، در نوامبر ۱۹۷۰ به آگوستی مونتال کستا، رئیس وقت بارسلونا، پیشنهاد تشکیل یک تیم زنان را داد. او دوست‌دختر بازیکن بارسلونا، گارسیا کاستانی بود و با ماریا دینارس، بیوه ویسنته پیرا، دوست شده بود. دینارس او را تشویق کرد تا با مونتال صحبت کند که واکنشی مثبت اما مبهم داشت و گفت اگر کابسران تیمی داشته باشد، بارسلونا از آن حمایت خواهد کرد. خبر این طرح به مجله هواداری رویستا بارسلونیستا رسید که پیشنهاد داد آگهی‌ای برای جذب بازیکن در مجله منتشر کند، همان روشی که خوان گمپر برای تشکیل باشگاه فوتبال بارسلونا استفاده کرده بود.

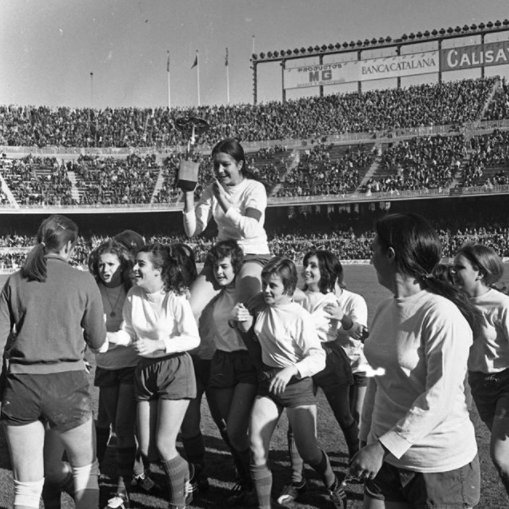
کابسران و جام پس از اولین بازی‌های تیم بارسلونا

کابسران اولین کاپیتان باشگاه فوتبال زنان بارسلونا بود که در اولین بازی خود در کریسمس ۱۹۷۰ با نام سلسیو سیوتات د بارسلونا شناخته می‌شد. او در این بازی به عنوان مهاجم کاذب بازی کرد، که با نتیجه ۰–۰ به پایان رسید و به ضربات پنالتی کشیده شد. کابسران هر دو ضربه پنالتی خود را تبدیل به گل کرد تا بازی به مرگ ناگهانی برسد، جایی که مایته رودریگز گل پیروزی را برای بارسلونا به ثمر رساند. سپس جام به کابسران اهدا شد در حالی که ۶۰٬۰۰۰ تماشاگر در نیوکمپ به احترام او ایستاده بودند. او در بازی بعدی بارسلونا در روز سه پادشاه (۱۹۷۱) به عنوان مهاجم نوک بازی کرد اما گلی به ثمر نرساند و تیمش ۱–۲ شکست خورد.
در این زمان، بارسلونا به سرعت به محبوب‌ترین تیم فوتبال زنان تبدیل شده بود، و یکی از چهار تیم بزرگ کاتالان بود که در مارس ۱۹۷۱ در کوپا کاتالونیا پرنو شرکت کرد و در فینال جام مقابل رقیبانش باشگاه فوتبال زنان اسپانیول در نیوکمپ شکست خورد. تنها گل تأیید شده کابسران برای بارسلونا در دومین بازی آنها در لیگ ۱۹۷۲–۱۹۷۱ (قهرمانی کاتالونیا)، در جریان پیروزی کوبنده ۱۶–۰ مقابل باشگاه فوتبال زنان کالیا در ۱۶ مه ۱۹۷۱ به ثمر رسید. این نتیجه باعث شد بارسلونا در بازی بعدی تمام استادیوم حریف را پر کند و به عنوان تیمی «شکست‌ناپذیر» شناخته شود. آنها تا ۲۳ ژوئن ۱۹۷۱ هنوز در لیگ شکست نخورده بودند، زمانی که کابسران اعلام کرد «کفش‌هایش را آویزان کرده» و فوتبال را ترک می‌کند.
به دلیل تأثیر او بر این ورزش و محبوبیت فردی‌اش، موندو دپورتیوو نوشت که کمک‌های او همیشه در خاطره هواداران باقی خواهد ماند.

## زندگی شخصی و مرگ
او در سال ۱۹۷۱ با گارسیا کاستانی ازدواج کرد و به یک زن خانه‌دار تبدیل شد. آنها دو دختر داشتند، پاتریشیا (متولد ~۱۹۷۳) و آنا (متولد ۱۹۷۵)، که هر دو در ویدرس فوتبال بازی می‌کردند. آنا گارسیا-کاستانی کابسران بعدها به یک دروازه‌بان حرفه‌ای فوتبال برای تیم‌هایی مانند اسپانیول و سپس به یک سیاستمدار محلی در یورت د مار تبدیل شد.
کابسران در ۱۱ ژانویه ۲۰۱۸ در سن ۶۵ سالگی در ژیرونا درگذشت. یک دقیقه سکوت قبل از بازی باشگاه فوتبال زنان بارسلونا در ۱۴ ژانویه ۲۰۱۸ به احترام او برگزار شد. در آوریل ۲۰۲۴، گیلهم بالاگه، روزنامه‌نگار ورزشی و مورخ بارسلونا، پیشنهاد داد که جام خوان گمپر زنان به جام ایما کابسران تغییر نام یابد.